# Kukućin
Kukućin (mađ. Ferencszállás) je pogranično selo na jugoistoku Mađarske.
Površine je 5,79 km četvornih.

## Zemljopisni položaj
Nalazi se na jugoistoku Mađarske, blizu tromeđe sa Srbijom (Vojvodina) i Rumunjskom. Par km sjevernije teče rijeka Moriš, zapadno je Karavala te nešto dalje Deska, istočno-jugoistočno je Kiszombor, Kibik i Beba Veche su jugozapadno, Makovo je istočno

## Upravna organizacija
Upravno pripada makovskoj mikroregiji u Čongradskoj županiji. Poštanski je broj 6774.

## Povijest
Ovdje su od 1810. do 1814. bile staje za sušenje duhana. Mađarsko ime za naselje Ferencszállás je prema barunu Franji Gerliczyju (Ferenc Gerliczy) koji je osnovao salaš 1928. godine.
Na hrvatskom se zove prema pusti Kukućinu (mađ. Kukutyin, Kukutyin puszta) koja je pripadala Desci još u 19. st,  a koju je popljavljivala rijeka Maroš.

## Promet
Kroz Kukućin prolazi državna cestovna prometnica br. 43, a južno od nje prolazi željeznička prometnica Seged - Makovo, najbliža željeznička postaja je Mali Sombor (Kiszombor).

## Stanovništvo
2001. je godine u Kukućinu živilo 649 stanovnika, od kojih su većina Mađari te pripadnici romske i njemačke manjine.
Stanovnike se naziva Kukućinac i Kukućinkinja, a Kukućinci su zbog svojih pušačkih navika (usporedi sa sušionicama duhana) ušli i u hrvatske narodne poslovice (Puši ko Kukućinac).

## Gradovi prijatelji
- Dobeni, Harghita, Rumunjska